# George Archer
 (janvier 2019).
Si vous disposez d'ouvrages ou d'articles de référence ou si vous connaissez des sites web de qualité traitant du thème abordé ici, merci de compléter l'article en donnant les références utiles à sa vérifiabilité et en les liant à la section « Notes et références ».
Pour les articles homonymes, voir Archer (homonymie).
George Archer, né le 1er octobre 1939 à San Francisco et décédé le 25 septembre 2005, était un golfeur américain. Il a remporté douze tournois de la PGA entre 1965 et 1984, dont un tournoi majeur: le Masters en 1969.